# Фототропізм
Фототропізм (від слів фото… і тропізми) — зміна напряму росту органів рослин у відповідь на однобічну дію світла. Інша назва — геліотропізм.

## Різновиди
- Позитивний фототропізм — типовим прикладом є вигин стебла в бік джерела світла.
- Плагіотропізм, або діатропізм — при ньому пластинки листя виявляються розташованими під кутом до падаючого світла.
- Негативний фототропізм — орган згинається від джерела світла. Такі руху властиві верхівкам коренів, а також стеблам плюща.

Знак і величина фототропізму може залежати від рівня освітленості. Типовим є позитивний фототропізм при слабкому світлі, негативний — при сильному і відсутність фототропічності при середньому.
Рослини різних видів мають різний фототропізм. Вік рослин у межах одного виду також вносить корективи. У молодих рослин, особливо бурхливо зростаючих, здатність до фототропізму більша, ніж у дорослих. У межах однієї й тієї ж рослини фототропізм сильніше виявляється в більш молодих органах.

## Значення
Фототропізм стебел і листя призводить до більш рівномірного розташування листя в просторі, вони менше затінюють один одного (див. Листова мозаїка);
Позитивний фототропізм у поєднанні з негативним геотропізмом виводить верхівки проростків на поверхню ґрунту навіть при дуже глибокому закладенні насіння.
Позитивний фототропізм дозволяє використовувати багато рослин і в умовах невагомості, при відсутності дії геотропізму.

## Принцип дії
Власне процес фототропізму може бути розділений на послідовні стадії:
- Сприйняття світлового подразнення, збудження клітин і тканин
- Передача збудження до клітин і тканин ростової зони органу
- Посилення або ослаблення росту клітин і тканин цієї зони.

Сприйняття світлового збудження здійснюється специфічним фотоактивним комплексом, до складу якого входять каротиноїди і флавінові пігменти. Проведення збудження по рослині відбувається за участю біоелектричних струмів, а також гормонів рослин — ауксинів (про механізм цих процесів див. в статті Тропізми).
Прояв фототропізмів залежить від спектрального складу падаючого світла. Максимальна фототропічна чутливість у рослин виявлена в спектрі поглинання жовтих і помаранчевих пігментів — каротиноїдів і флавінів; у зв'язку з цим вважають, що світлове подразнення сприймають світлочутливі білки, що містять ці пігменти. Каротиноїдні «вічка» знайдені також у деяких одноклітинних водоростей, що виявляють фототаксис, і у спорангіеносних грибів, здатних до фототропізмів.